# Lass of the Lumberlands
Lass of the Lumberlands er en amerikansk stumfilm fra 1916 af J.P. McGowan og Paul C. Hurst.

## Medvirkende
- Helen Holmes som Tom Dawson
- Thomas G. Lingham som Dollar Holmes
- William N. Chapman.
- Paul Hurst.
- Katherine Goodrich.